# Precinct de Mound City
Le precinct de Mound City est un precinct électoral du comté de Pulaski dans l'Illinois, aux États-Unis. En 2010, ce precinct comptait une population de 142 habitants.

## Source de la traduction
- (es) Cet article est partiellement ou en totalité issu de l’article de Wikipédia en espagnol intitulé « Distrito electoral de Mound City (Illinois) » (voir la liste des auteurs).